# Usnjarska ulica, Maribor
Usnjarska ulica v Mariboru je bila prvič omenjena leta 1452, pod imenom Leder Gasse. Skozi zgodovino je velikokrat spremenila ime. Po nemški okupaciji leta 1941 so jo ponovno poimenovali Leder Gasse. Maja 1945 so ji vrnili slovensko ime Usnjarska ulica. Poteka ob reki Dravi, saj je takrat to bilo edino možno mesto za postavitev usnjarskih delavnic, ki pri svojem delu potrebujejo mnogo vode. Mariborski zgodovinar Puff je imenoval to ulico za najbolj umazano v mestu in takšna je tudi ostala vse do postopne selitve usnjarske industrije na druge lokacije v Mariboru. Kljub hudi konkurenci se je usnjarska industrija obdržala (Breg, Halbarth, Freund). Dokler je bilo mesto še obdano z obzidjem, je kljub temu da so jo na vzhodu zapirala vodna vrata (med Židovskim in Vodnim stolpom) in na zahodu vrata med Sodnim stolpom in Benetkami, predstavljala nekakšno predmestje. V tej ulici je bilo pod Židovskim stolpom že v 19. stoletju mariborsko kopališče. Leta 1967 so ob gradnji jezu v Melju porušili precej stavb na dravski strani ulice, tako da je izgubila svojo podobo, kot je že po 1. svetovni vojni izgubila svoj pomen.